# جيك كابريس
جيك كابريس (بالإنجليزية: Jake Caprice)‏ هو لاعب كرة قدم بريطاني، ولد في 11 نوفمبر 1992 في لامبث ‏ في المملكة المتحدة. لعب مع كريستال بالاس ولينكولن سيتي أف سي ونادي بلاكبول ونادي تاموورث ونادي سانت ميرين ونادي وكينغ.

## وصلات خارجية
- جيك كابريس على موقع قاعدة بيانات كرة القدم.إي يو (الإنجليزية)
- جيك كابريس على موقع Soccerbase.com (لاعب) (الإنجليزية)
- جيك كابريس على موقع Soccerway.com (الإنجليزية)